# Блейш, Александр Николаевич
Алекса́ндр Никола́евич Блейш (1885—1920) — русский офицер, участник Белого движения на Юге России, полковник, командир 1-го Марковского полка.

## Биография
Потомственный дворянин. Сын статского советника Николая Николаевича Блейша (1839—1928), служившего старшим врачом Кавалергардского полка, и жены его Марии Карловны Шнобель, дочери английского консула в Либаве.
В 1906 году окончил Павловское военное училище, откуда выпущен был подпоручиком в 3-й Финляндский стрелковый полк. 22 февраля 1908 года переведён в 91-й пехотный Двинский полк. Произведён в поручики 10 сентября 1909 года. Вышел в запас армейской пехоты по Петербургскому уезду 13 июня 1912 года.
19 марта 1913 года определён в службу в 146-й пехотный Царицынский полк, с которым и вступил в Первую мировую войну. 21 октября 1914 года переведён в 294-й пехотный Березинский полк. Произведён в штабс-капитаны 22 ноября 1914 года «за выслугу лет». Был ранен, за боевые отличия награжден несколькими орденами, в том числе орденом Св. Анны 4-й степени с надписью «за храбрость». На 20 апреля 1916 года — капитан 294-го пехотного Березинского полка. Произведён в подполковники 1 декабря 1916 года со старшинством с 24 августа 1916. На 16 апреля 1917 года — в том же чине в том же полку. Летом 1917 года был назначен командиром вновь сформированного 2-го Оренбургского ударного батальона (Юго-Западный фронт). В конце 1917 года был произведён в полковники.

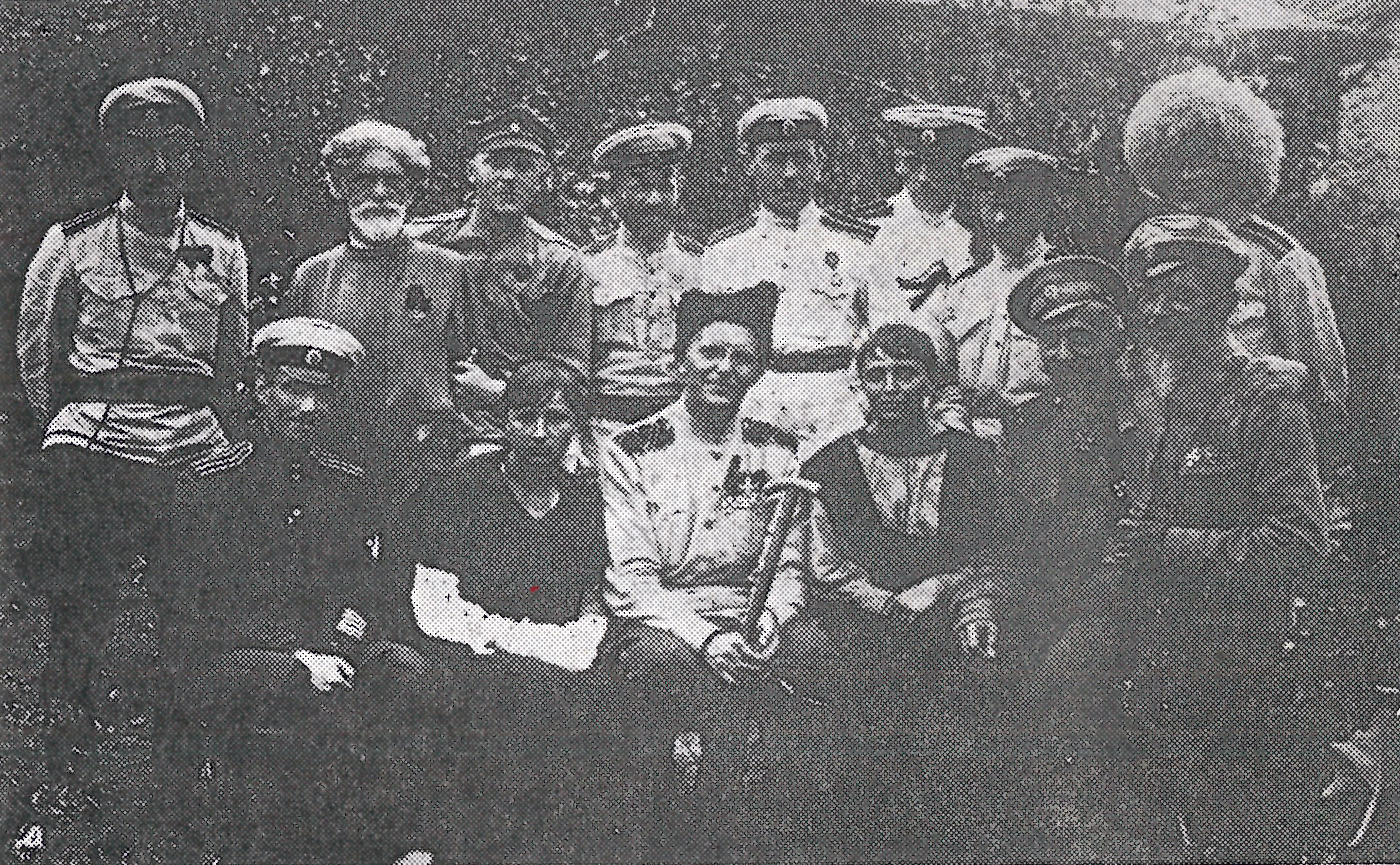
Стоят слева-направо: капитан Образцов, священник 1-го полка, доктор Ревякин, полковник Докукин и офицеры штаба 1-го полка. Сидят: полковник Блейш, с. м. Ольга Елисеева, генерал Тимановский, с. м. Наталия Бакитько, генерал Третьяков и полковник Слоновский

В Гражданскую войну участвовал в Белом движении на Юге России. В мае 1918 года прибыл в Добровольческую армию и был зачислен в 1-й Офицерский (Марковский) полк. В июне 1918 года — командир 9-й (офицерской) роты названного полка. С 22 июля (5 августа) 1918 года назначен командиром 1-го батальона того же полка. Был ранен осенью 1918 года под Ставрополем и весной 1919 года в боях за Донбасс. В марте 1919 года был назначен командиром 1-го Офицерского (Марковского) полка, с которым участвовал в Московском походе ВСЮР. В ноябре 1919 года, при отступлении Добровольческого корпуса, 1-й Марковский полк под руководством полковника Блейша совершил рейд Тим—Солнцево, чтобы выйти из окружения. В том же месяце полковник Блейш заболел тифом и оставил полк. С 22 декабря 1919 (4 января 1920) года назначен временно командующим Марковской дивизией после её разгрома у села Алексеево-Леоново. В январе 1920 года был назначен помощником начальника дивизии генерала Канцерова, а в марте того же года — начальником восстановленной Марковской дивизии. В командование дивизией не вступил из-за тифа, от которого и скончался в Новороссийске в марте 1920 года. Генерал Деникин в «Очерках русской смуты» вспоминал:

А в городе царил тиф, косила смерть. 10-го я проводил в могилу начальника Марковской дивизии, храбрейшего офицера, полковника Блейша.

## Награды
- Орден Святого Владимира 4-й ст. с мечами и бантом (ВП 15.05.1915)
- Орден Святой Анны 4-й ст. с надписью «за храбрость» (ВП 20.04.1916)
- Орден Святого Станислава 3-й ст. с мечами и бантом (ВП 30.04.1916)
- Орден Святой Анны 3-й ст. с мечами и бантом (ПАФ 16.04.1917)